# Schronisko w Skale Bonifacego
Schronisko w Skale Bonifacego – jaskinia typu schronisko na Sokolej Górze w miejscowości Olsztyn w województwie śląskim, w powiecie częstochowskim. Pod względem geograficznym znajduje się na Wyżynie Mirowsko-Olsztyńskiej będącej częścią Wyżyny Częstochowskiej.

## Opis obiektu
Schronisko znajduje się w skale Boniek zwanej też Skałą Bonifacego, na której uprawiana jest wspinaczka skalna. Schronisko znajduje się u podstawy Skały Bonifacego na północnych stokach wzgórza, w połowie odległości między Schroniskiem w Amfiteatrze a Jaskinią pod Sokolą.
Za dość wysokim otworem ciągnie się korytarzyk w postaci półokrągłej rury z licznymi kotłami wirowymi w stropie. Ma gładkie, myte ściany bez nacieków. Jest widne do końca. Część najbardziej oddalona od otworu ma własny mikroklimat.
Schronisko powstało w wapieniach pochodzących z późnej jury Rozwinęło się na ukośniej szczelinie w strefie saturacji. Ilaste namulisko ma dużą miąższość, w końcowej części jest czerwonego koloru ze szczątkami kości.

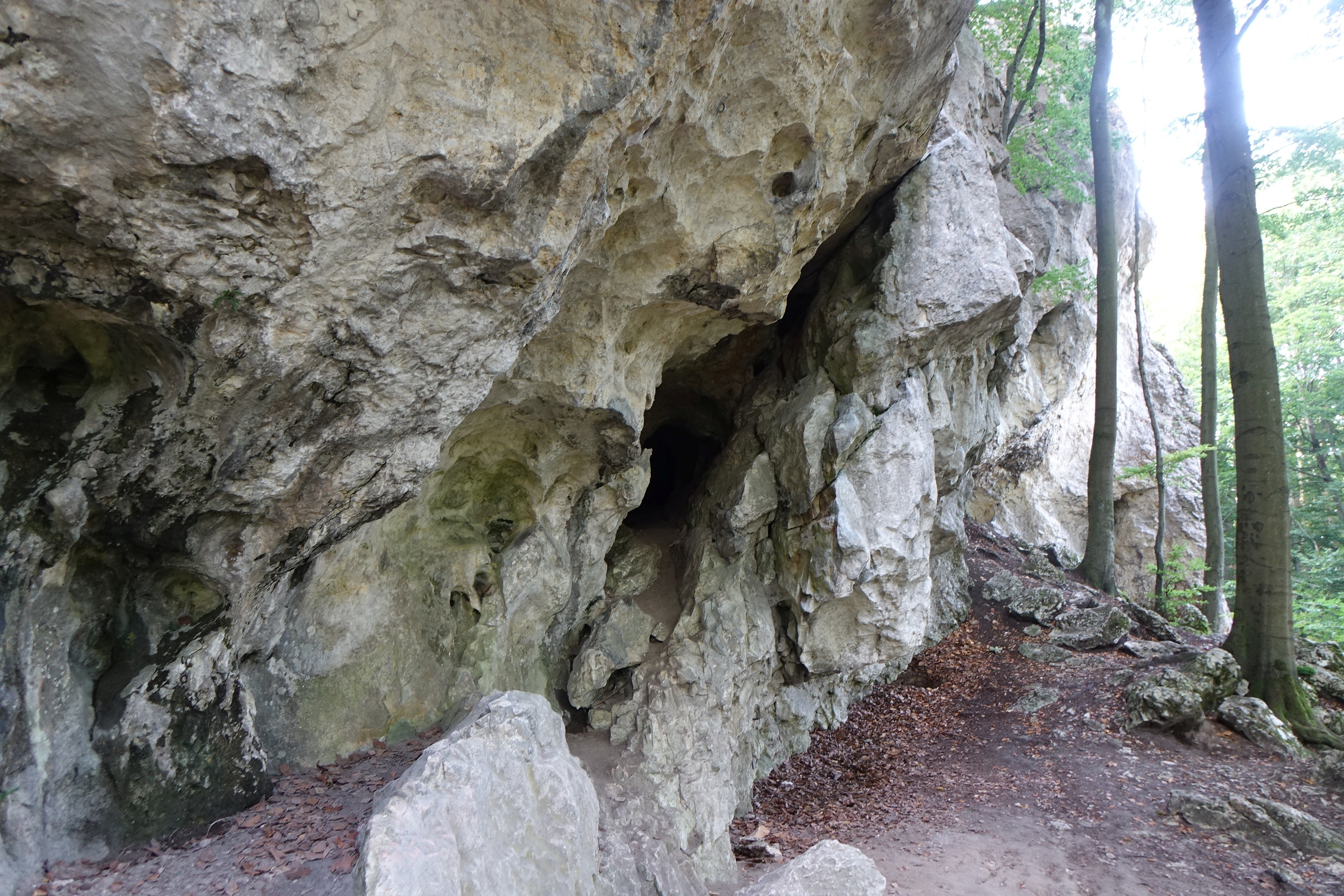
Otwór
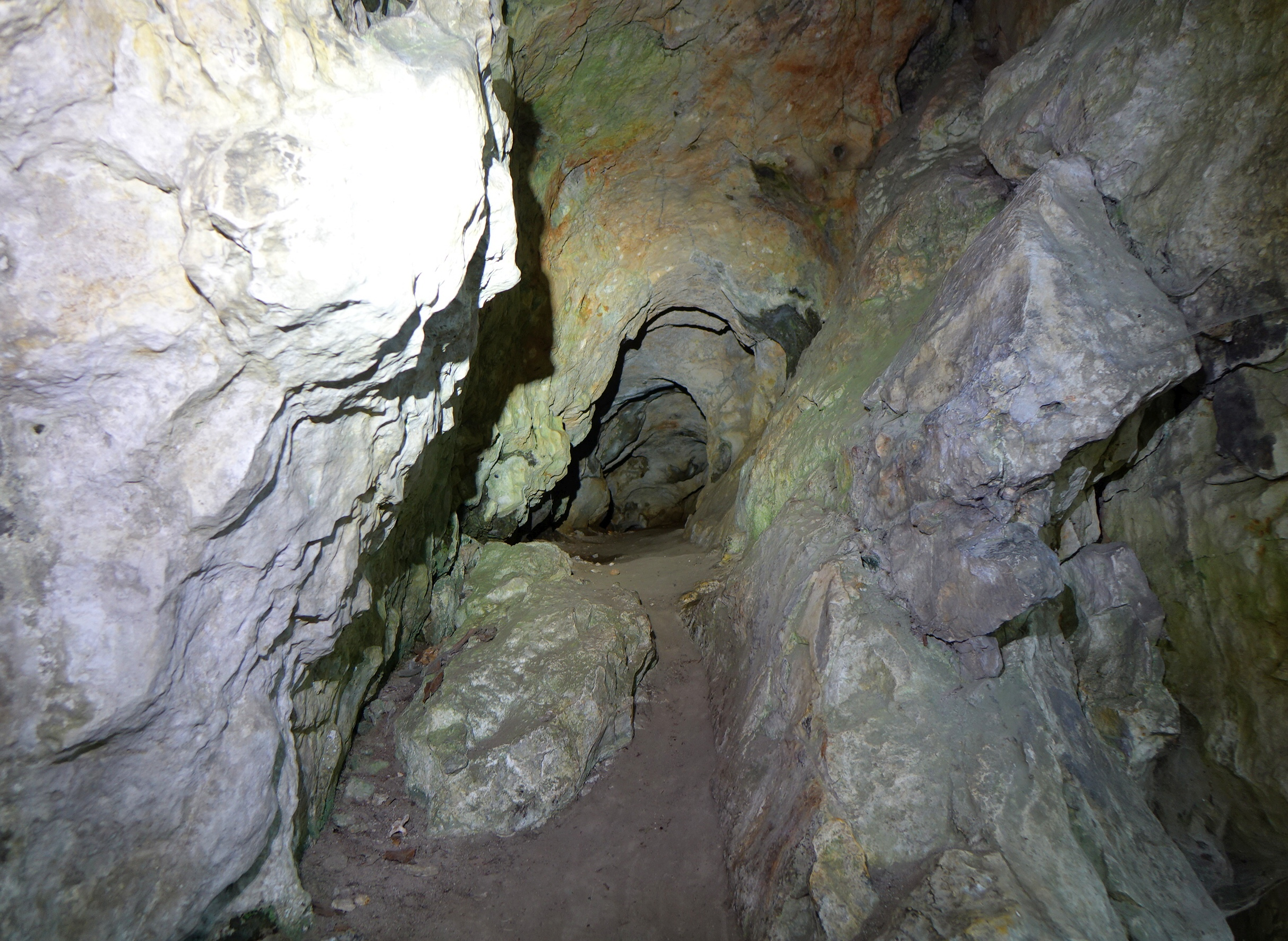
Korytarz
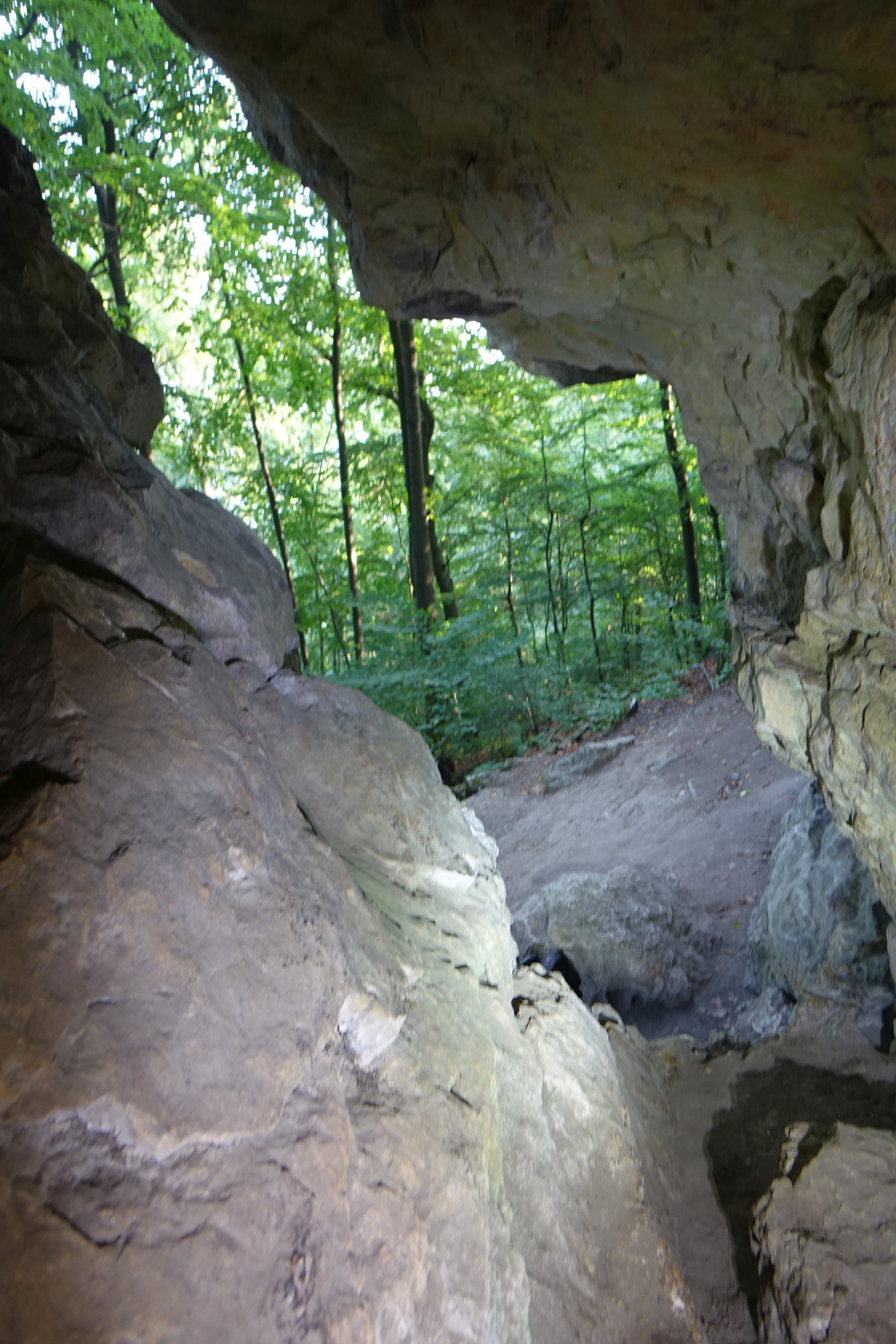
Widok z korytarza